# Morrell Point
Der Morrell Point ist die nördlichste Landspitze an der Westküste von Thule Island im Archipel der Südlichen Sandwichinseln.
Das UK Antarctic Place-Names Committee benannte sie 1971 nach dem US-amerikanischen Robbenfängerkapitän Benjamin Morrell (1795–1839) aus Stonington, Connecticut, der mit seinem Schiff Wasp die Insel im Jahr 1823 angesteuert hatte.